# Moriyama, Shiga
Moriyama (守山市 Moriyama-shi) là một thành phố thuộc tỉnh Shiga, Nhật Bản.